# Natação nos Jogos Olímpicos de Verão de 2012 - 100 m borboleta feminino

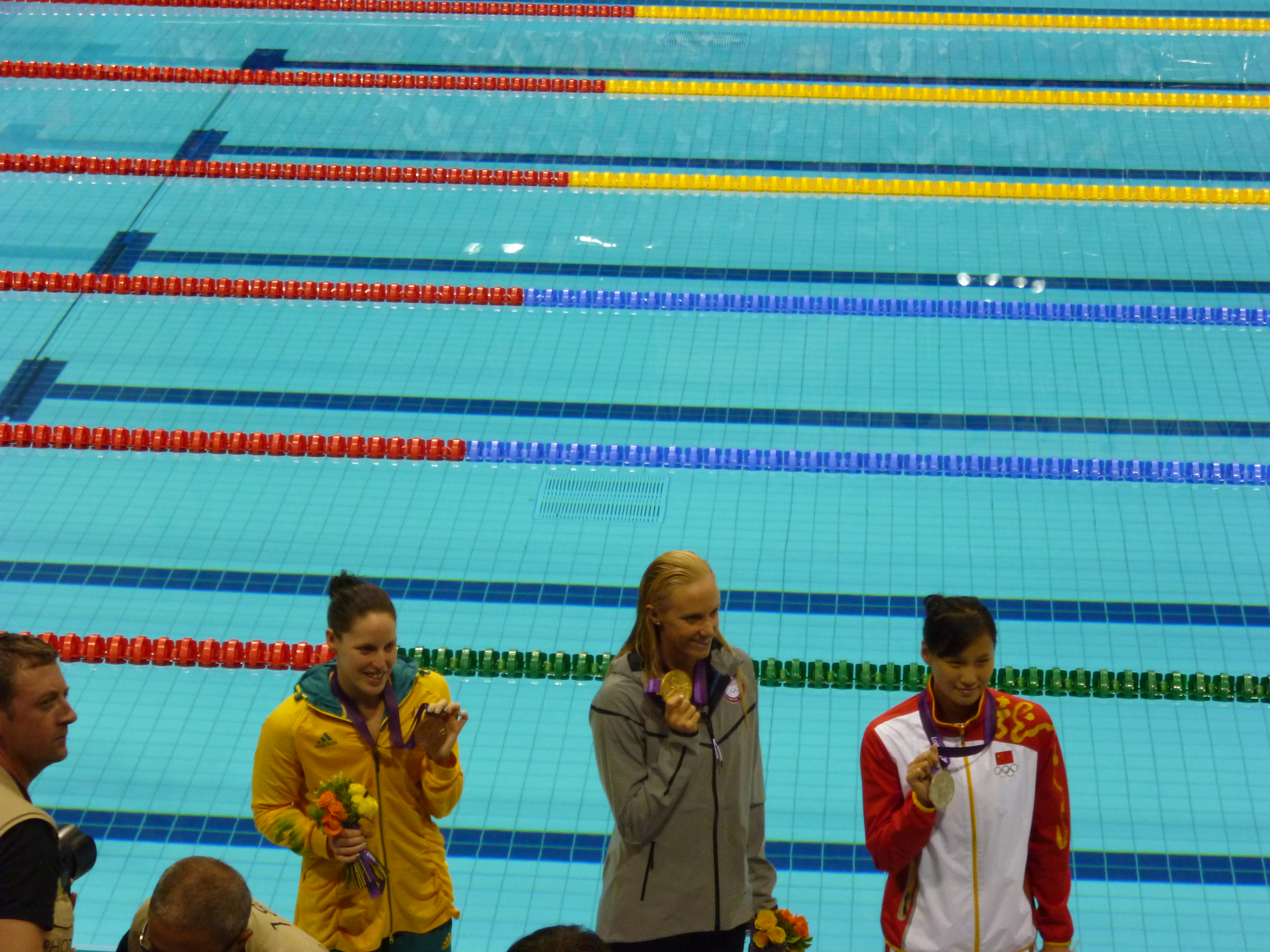
Medalhistas do evento após a cerimônia de premiação.

A competição dos 100 metros borboleta feminino da natação nos Jogos Olímpicos de Verão de 2012 foi disputada nos dias 28 e 29 de julho no Centro Aquático de Londres.

## Medalhistas
| Ouro   | USA Dana Vollmer  |
| Prata  | CHN Lu Ying       |
| Bronze | AUS Alicia Coutts |

## Recordes
Antes desta competição, os recordes mundiais e olímpicos da prova eram os seguintes:
| Tipo | Atleta         | Tempo | Local  | Data                   |
| ---- | -------------- | ----- | ------ | ---------------------- |
|      | Sarah Sjöström | 56.06 | Roma   | 27 de julho de 2009    |
|      | Inge de Bruijn | 56.61 | Sydney | 17 de setembro de 2000 |

Os seguintes recordes mundiais ou olímpicos foram estabelecidos durante esta competição:
| Data        | Evento        | Atleta           | Tempo | Notas            |
| ----------- | ------------- | ---------------- | ----- | ---------------- |
| 28 de julho | Eliminatórias | USA Dana Vollmer | 56.25 | Recorde olímpico |
| 29 de julho | Final         | USA Dana Vollmer | 55.98 | ,                |

## Resultados

### Eliminatórias
| Pos. | Elim. | Raia | Nadadora               | CON                      | Tempo   | Notas            |
| ---- | ----- | ---- | ---------------------- | ------------------------ | ------- | ---------------- |
| 1    | 6     | 4    | Dana Vollmer           | USA Estados Unidos       | 56.25   | Q,               |
| 2    | 6     | 5    | Lu Ying                | CHN China                | 57.17   | Q                |
| 3    | 4     | 4    | Alicia Coutts          | AUS Austrália            | 57.36   | Q                |
| 4    | 5     | 4    | Sarah Sjöström         | SWE Suécia               | 57.45   | Q                |
| 5    | 6     | 7    | Jeanette Ottesen       | DEN Dinamarca            | 57.64   | Q                |
| 6    | 6     | 6    | Jiao Liuyang           | CHN China                | 57.71   | Q                |
| 7    | 6     | 3    | Claire Donahue         | USA Estados Unidos       | 58.06   | Q                |
| 8    | 4     | 5    | Francesca Halsall      | GBR Grã-Bretanha         | 58.23   | Q                |
| 9    | 5     | 5    | Ellen Gandy            | GBR Grã-Bretanha         | 58.25   | Q                |
| 10   | 5     | 3    | Inge Dekker            | NED Países Baixos        | 58.30   | WD               |
| 11   | 4     | 8    | Tao Li                 | SIN Singapura            | 58.34   | Q                |
| 12   | 5     | 7    | Ilaria Bianchi         | ITA Itália               | 58.42   | Q                |
| 13   | 4     | 2    | Aleksandra Gerasimenya | BLR Bielorrússia         | 58.50   | Q,               |
| 14   | 5     | 2    | Martina Granström      | SWE Suécia               | 58.70   | Q                |
| 15   | 4     | 3    | Yuka Kato              | JPN Japão                | 58.72   | Q                |
| 16   | 4     | 7    | Kristel Vourna         | GRE Grécia               | 58.74   | Q                |
| 17   | 5     | 6    | Katerine Savard        | CAN Canadá               | 58.76   | Q                |
| 18   | 5     | 8    | Amit Ivry              | ISR Israel               | 58.78   |                  |
| 19   | 3     | 3    | Irina Bespalova        | RUS Rússia               | 58.79   |                  |
| 19   | 6     | 8    | Kimberly Buys          | BEL Bélgica              | 58.79   |                  |
| 21   | 4     | 1    | Alexandra Wenk         | GER Alemanha             | 58.85   |                  |
| 22   | 6     | 2    | Ingvild Snildal        | NOR Noruega              | 59.01   |                  |
| 23   | 5     | 1    | Natsumi Hoshi          | JPN Japão                | 59.06   |                  |
| 24   | 4     | 6    | Jessicah Schipper      | AUS Austrália            | 59.17   |                  |
| 25   | 3     | 5    | Otylia Jędrzejczak     | POL Polônia              | 59.31   |                  |
| 26   | 2     | 3    | Danielle Villars       | SUI Suíça                | 59.42   | Recorde nacional |
| 26   | 2     | 4    | Judit Ignacio Sorribes | ESP Espanha              | 59.42   |                  |
| 28   | 3     | 7    | Denisa Smolenová       | SVK Eslováquia           | 59.48   |                  |
| 29   | 3     | 6    | Emilia Pikkarainen     | FIN Finlândia            | 59.55   |                  |
| 30   | 3     | 1    | Hannah Wilson          | HKG Hong Kong            | 59.59   |                  |
| 31   | 2     | 7    | Sara Isaković          | SLO Eslovênia            | 59.86   |                  |
| 32   | 2     | 2    | Sarah Blake Bateman    | ISL Islândia             | 59.87   | Recorde nacional |
| 33   | 6     | 1    | Daynara de Paula       | BRA Brasil               | 1:00.14 |                  |
| 34   | 3     | 2    | Liliána Szilágyi       | HUN Hungria              | 1:00.34 |                  |
| 35   | 2     | 6    | Triin Aljand           | EST Estônia              | 1:00.43 |                  |
| 36   | 3     | 8    | Sara Oliveira          | POR Portugal             | 1:00.44 |                  |
| 37   | 3     | 4    | Birgit Koschischek     | AUT Áustria              | 1:00.54 |                  |
| 38   | 2     | 5    | Justine Bruno          | FRA França               | 1:01.14 |                  |
| 39   | 2     | 1    | Dalia Tórrez Zamora    | NCA Nicarágua            | 1:05.42 |                  |
| 40   | 1     | 4    | Noel Borshi            | ALB Albânia              | 1:05.49 |                  |
| 41   | 1     | 3    | Dorian Mcmenemy        | DOM República Dominicana | 1:05.78 | Recorde nacional |
| 42   | 1     | 5    | Marie Meza             | CRC Costa Rica           | 1:07.01 |                  |

### Semifinal

#### Semifinal 1
| Pos. | Raia | Nadadora               | CON              | Tempo | Notas            |
| ---- | ---- | ---------------------- | ---------------- | ----- | ---------------- |
| 1    | 5    | Sarah Sjöström         | SWE Suécia       | 57.27 | Q                |
| 2    | 4    | Lu Ying                | CHN China        | 57.51 | Q                |
| 3    | 3    | Jiao Liuyang           | CHN China        | 58.04 |                  |
| 4    | 2    | Tao Li                 | SIN Singapura    | 58.18 |                  |
| 5    | 1    | Yuka Kato              | JPN Japão        | 58.26 |                  |
| 6    | 7    | Aleksandra Gerasimenya | BLR Bielorrússia | 58.41 | Recorde nacional |
| 7    | 6    | Francesca Halsall      | GBR Grã-Bretanha | 58.52 |                  |
| 8    | 8    | Katerine Savard        | CAN Canadá       | 59.22 |                  |

#### Semifinal 2
| Pos. | Raia | Nadadora          | CON                | Tempo | Notas            |
| ---- | ---- | ----------------- | ------------------ | ----- | ---------------- |
| 1    | 4    | Dana Vollmer      | USA Estados Unidos | 56.36 | Q                |
| 2    | 5    | Alicia Coutts     | AUS Austrália      | 56.85 | Q                |
| 3    | 3    | Jeanette Ottesen  | DEN Dinamarca      | 57.25 | Q,               |
| 4    | 6    | Claire Donahue    | USA Estados Unidos | 57.42 | Q                |
| 5    | 2    | Ellen Gandy       | GBR Grã-Bretanha   | 57.66 | Q                |
| 6    | 7    | Ilaria Bianchi    | ITA Itália         | 57.79 | Q,               |
| 7    | 8    | Kristel Vourna    | GRE Grécia         | 58.31 | Recorde nacional |
| 8    | 1    | Martina Granström | SWE Suécia         | 58.95 |                  |

### Final
| Pos.              | Raia | Nadadora         | CON                | Tempo | Notas            |
| ----------------- | ---- | ---------------- | ------------------ | ----- | ---------------- |
| Medalha de ouro   | 4    | Dana Vollmer     | USA Estados Unidos | 55.98 | Recorde mundial  |
| Medalha de prata  | 7    | Lu Ying          | CHN China          | 56.87 |                  |
| Medalha de bronze | 5    | Alicia Coutts    | AUS Austrália      | 56.94 |                  |
| 4                 | 6    | Sarah Sjöström   | SWE Suécia         | 57.17 |                  |
| 5                 | 8    | Ilaria Bianchi   | ITA Itália         | 57.27 | Recorde nacional |
| 6                 | 3    | Jeanette Ottesen | DEN Dinamarca      | 57.35 |                  |
| 7                 | 2    | Claire Donahue   | USA Estados Unidos | 57.48 |                  |
| 8                 | 1    | Ellen Gandy      | GBR Grã-Bretanha   | 57.76 |                  |

Legenda
| Recorde mundial      | Recorde mundial (World record)               |                       | Recorde africano                      | Recorde africano (African) |                                           | Q | Classificado por posição (Qualified) |
| Recorde olímpico     | Recorde olímpico (Olympic record)            | Recorde da América    | Recorde da América (Americas)         | q                          | Classificado por melhor tempo (Qualified) |   |                                      |
| Melhor marca do ano  | Melhor marca do ano (World leading)          | Recorde asiático      | Recorde asiático (Asian)              | DNS                        | Não largou (Did not start)                |   |                                      |
| Recorde nacional     | Recorde nacional (National record)           | Recorde europeu       | Recorde europeu (European)            | DNF                        | Não terminou (Did not finish)             |   |                                      |
| Recorde pessoal      | Recorde pessoal do atleta (Personal best)    | Recorde da Oceania    | Recorde da Oceania (Oceania)          | DSQ / DQ                   | Desclassificado (Disqualified)            |   |                                      |
| Recorde da temporada | Recorde da temporada do atleta (Season best) | Recorde sul-americano | Recorde sul-americano (South America) | NM                         | Sem marca (No mark)                       |   |                                      |